# Rudy Lenners
Rudy Lenners (* 29. Dezember 1952 in Seraing) ist ein belgischer Musiker, der von 1975 bis 1977 als Schlagzeuger bei den Scorpions spielte.

## Leben
Rudy Lenners ersetzte im Jahr 1975 den Scorpions-Schlagzeuger Jürgen Rosenthal. Er spielte zwei Studio-Alben ein, In Trance und Virgin Killer. Lenners verließ die Band aus gesundheitlichen Gründen und wurde im Jahr 1977 von Herman Rarebell ersetzt.
Rudy Lenners spielte später in Bands, wie Steelover und Such a Noise sowie Substitute, einer Who-Cover-Band. Im Jahr 1985 produzierte Lenners ein Demoband für die belgische Band Drakkar, die 1987 ein weiteres Demo mit ihm aufnahm. 1997 produzierte er das Album In Danger von der belgischen Band Double Diamond, die 1998 mit Hammerfall auf Tour ging.

## Diskografie

### Scorpions
- 1975: In Trance
- 1976: Virgin Killer

### Steelover
- 1985: Glove Me

### Such a Noise
- 1991: Such a Noise
- 1992: Raising the Roof
- 1994: Be a Devil
- 1996: Such a Noise
- 2007: Get Naked